# Adrian Toma
Adrian Toma (n. 5 ianuarie 1976, Focșani, Vrancea, România) este un fost fundaș român de fotbal. A debutat în Liga 1 pe 4 martie 2000 în meciul Rocar București - Oțelul Galați 3-2.